# ایرج (سرآب)
ایرج یکی از روستاهای استان آذربایجان شرقی است که در دهستان ملایعقوب بخش مرکزی شهرستان سرآب واقع شده‌است.